# Stunt Race FX
Stunt Race FX (noto come Wild Trax (ワイルドトラックス?, Wairudo Torakkusu) in Giappone) è un simulatore di guida della Nintendo, sviluppato dalla Argonaut Software e pubblicato nel 1994 per la console Super Nintendo Entertainment System. Si tratta del secondo videogioco in ordine di tempo ad usare il chip Super FX, ed è una serie di corse automobilistiche in 3D, in stile cartone animato.